# Катандува
Катандува (порт. Catanduva) — муниципалитет в Бразилии, входит в штат Сан-Паулу. Составная часть мезорегиона Сан-Жозе-ду-Риу-Прету. Входит в экономико-статистический микрорегион Катандува. Население составляет 109 362 человека на 2007 год. Занимает площадь 292,240 км². Плотность населения — 400,3 чел./км².
Праздник города — 14 апреля.

## История
Город основан в 1918 году.

## Статистика
- Валовой внутренний продукт на 2003 составляет 1.458.306.993,00 реалов (данные: Бразильский институт географии и статистики).
- Валовой внутренний продукт на душу населения на 2003 составляет 13.034,91 реалов (данные: Бразильский институт географии и статистики).
- Индекс развития человеческого потенциала на 2000 составляет 0,833 (данные: Программа развития ООН).

## География
Климат местности: тропический. В соответствии с классификацией Кёппена, климат относится к категории Aw.